# 모이얼 해협

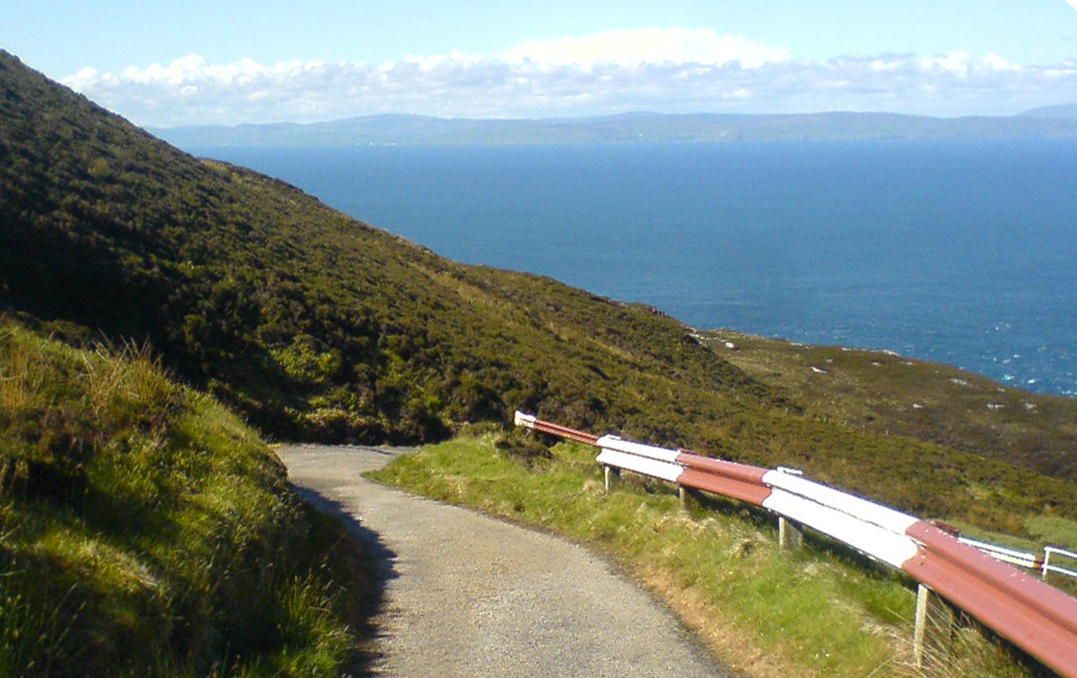
모이얼 해협

모이얼 해협 (아일랜드어: Sruth na Maoile, 영어: Straits of Moyle) 혹은 모이얼해는 영국과 아일랜드 사이의 노스 해협 에서 가장 좁은 해협이다. 양 해안에서 가장 좁은 곳은 20km 정도에 불과하여 날씨가 좋은 날에는 반대편 해안을 육안으로 볼 수 있다.